# Neil James Murray
Neil James Murray (Ararat (Austrália), 1956) é um escritor, músico, cantor e compositor australiano. Murray foi guitarra e membro fundador da Warumpi Band.

## Artigos
- "A Guide to Boomerang Buying", On the Street 1983
- "Turning up the Stars Full Blast", Australian Playboy, 1984
- "Over the back fence", Follow me Gentleman 1986
- "He's My Brother", The Australian Way, 1989
- "The Getting of Banjos Wisdom", The Age, 2000
- "Was True Blue a Blackfella?", The Age, 2002
- "Gunnedah Dreaming", The Age Review, 2004
- "No Flowers", The Monthly, 2005
- "How Many Sleeps?", The Monthly, 2006
- "A Healing Walk", University of Portland Magazine, Vol 28, No 2
- King for This Place, 1999

## Discografia
- Calm and Crystal Clear 1989
- These Hands 1993
- Dust 1996
- The Wondering Kind 1999
- Going the Distance 2003
- About Time 2005
- Spoken
- 2songmen – Shane Howard & Neil Murray Live in Darwin 2006
- Overnighter 2007
- Witness 2010
- Sing the Song 2011
- Bring Thunder and Rain 2014

## Singles
- "Calm and Crystal Clear" 1989
- "Let's Fall in Love Again" 1989
- "Ocean of Regret" 1990
- "Far Away" 1993
- "Holy Road" 1993
- "Sing Your Destiny" 1993
- "This Bliss" 1996
- "Late This Night" 2000